# The Brussels Times
The Brussels Times est un média belge anglophone fondé en 1965 et relancé en 2014, comprenant un site d’information en ligne et un magazine bimestriel, dont le siège est situé avenue Louise à Bruxelles.
Le média s'adresse principalement à la communauté anglophone, notamment les expatriés et les professionnels liés aux institutions européennes basé en Belgique.
Le média appartient à BXL Connect.

## Histoire
The Brussels Times est fondé en 1965 sous la forme d’un journal grand format. En 2014, la marque et le média sont relancés avec un nouveau design et une stratégie adaptée à l’ère de l'information. Son siège social actuel se situe avenue Louise à Bruxelles.
Plusieurs de ses articles décrivant des incidents de racisme ou d’homophobie en Belgique ont par ailleurs été repris par PinkNews en 2019, l’agence Anadolu en 2023, ainsi que par le journal Maeil Kyongje en août 2024.

## Audience
The Brussels Times couvre l’actualité générale, l’économie, les affaires européennes, les tribunes d’opinion ainsi qu’un ensemble varié d’autres sujets. Le média s’adresse principalement à la communauté anglophone, notamment aux expatriés et aux professionnels liés aux institutions européennes basés en Belgique. Il est considéré comme le principal média imprimé et numérique anglophone du Benelux.
The Brussels Times s’adresse principalement aux fonctionnaires, chercheurs, professionnels du développement et diplomates de l’Union européenne basés en Belgique. Selon Thomas M. Wilson, professeur d’anthropologie à l’Université de Binghamton, sa couverture porte principalement sur les affaires européennes. Le média affirme n’avoir aucune affiliation politique et chercher à présenter l’actualité de manière équilibrée, tout en proposant un large éventail d’analyses et d’articles d’opinion, tant locaux que mondiaux.
Le média est également lu et jugé influent par les “influenceurs” bruxellois : 32 % des députés européens, du personnel des institutions de l’UE et des formateurs d’opinion interrogés dans le cadre du EU Media Poll (BCW Global) en 2022 déclaraient le lire et le trouver influent.

## Magazine
The Brussels Times publie un magazine bimestriel distribué et vendu dans les institutions et ambassades européennes à Bruxelles. Il est également disponible à la vente dans plus de 300 points de vente en Belgique. 
Ce magazine couvre des sujets relatifs à Bruxelles et à la Belgique, tels que la politique, l'art, l'histoire, la gastronomie, le sport et d'autres domaines. Il est actuellement dirigé par Leo Cendrowicz (en), correspondant à Bruxelles pour The i.

## Site web
En mai 2019, le logo et le site web du Brussels Times ont été mis à jour. Le journal propose désormais différentes rubriques ainsi que plusieurs bulletins d’information, parmi lesquels :
- Brussels Behind The Scenes (Bruxelles dans les coulisses)
- Belgium in Brief (Belgique en bref)
- EU Policy Rundown (Aperçu de la politique de l'UE)
- The Recap (Le récapitulatif)

## Contributeurs
Les contributeurs incluent José Manuel Barroso, Derek Blyth (en), Josep Borrell, Leo Cendrowicz,  Mikuláš Dzurinda, Philippe Legrain, Marc Otte, Sam Rainsy, Philippe Van Parijs, Pernille Weiss.